# اریک بیورک
اریک بیورک (انگلیسی: Erik Bjørkum؛ زادهٔ ۲۶ فوریهٔ ۱۹۶۵) ورزشکار اهل نروژ است.
وی در مسابقات کشوری و بین‌المللی در مجموع برندهٔ ۱ مدال نقره شده‌است.